# Goiești, Alba
Goiești este un sat în comuna Vidra din județul Alba, Transilvania, România.

## Demografe
La recensământul din 2002 avea o populație de 68 locuitori.

## Edificii culturale
- Biserica "Sfânta Treime"
- Casele de lemn din secolul al XIX-lea (monumente de arhitectură populară)